# Новопушкаревка
Новопушкаревка (укр. Новопушкарівка) — село,
Криничанский поселковый совет,
Криничанский район,
Днепропетровская область,
Украина.
Код КОАТУУ — 1222055103. Население по переписи 2001 года составляло 288 человек.

## Географическое положение
Село Новопушкаревка находится на расстоянии в 1,5 км от села Яблоневое и в 2,5 км от сёл Червоный Яр и Новоподгороднее.
По селу протекает пересыхающий ручей с запрудой.